# Karsten Binder
Karsten Binder ist ein deutscher Hörfunkjournalist. Er ist Programmleiter von Bremen Zwei  und des Bremer Teils von Cosmo bei Radio Bremen.
Karsten Binder studierte Politikwissenschaft an der Universität Bremen und ist Absolvent der Deutschen Journalistenschule in München.
Binder kam Ende 1987 zu Radio Bremen. Er arbeitete für die verschiedenen Hörfunkwellen von Radio Bremen (Bremen Vier, Bremen Eins, Bremen 2) als Reporter, Redakteur und Moderator. Im Jahr 2001 war er am Aufbau des Nordwestradios beteiligt. Ab Sendestart war er als Redakteur, Moderator und Chef vom Dienst (CvD) im Programmbereich ‘Wort’ tätig. 2014 übernahm er die Federführung für die Entwicklung von Bremen Next, das zunächst als reines Online-Angebot mit Crossmediaausrichtung für 15- bis 25-Jährige betrieben wurde.
Karsten Binder wurde 2006 Chef der Radio-Bremen-Redaktion von Funkhaus Europa (seit 1. Januar 2017 Cosmo), des Bremer Produktionsteils des Gemeinschaftsprogrammes mit dem WDR und dem RBB. Anfang März 2016 wurde er Leiter des Programms Nordwestradio. Seit 2016 wurde das Nordwestradio nicht mehr als Gemeinschaftsproduktion mit dem NDR betrieben, sondern wird in der alleinigen Verantwortung von Radio Bremen ausgestrahlt. Unter seiner Leitung benannte sich das Nordwestradio im August 2017 um in Bremen Zwei. Binder trat die Nachfolge von Jörg-Dieter Kogel an.
Karsten Binder war von 2010 bis 2014 Mitglied der Luchs-Jury. Der Luchs ist der Kinder- und Jugendbuchpreis von Radio Bremen und der ZEIT. Er ist seit 2010 Mitglied der Jury „Der bunte Schlüssel – Bremer Diversitypreis“.